# Nkusu Felelo
Nkusu Felelo est un artiste peintre congolais, né en 1958 en République démocratique du Congo, il participe à l'exposition universelle à Bruxelles,.